# De Zevende Hemel (2016)
De Zevende Hemel is een Nederlandse film uit 2016, geregisseerd door Job Gosschalk. De film wordt gekenmerkt door het gebruik van verschillende Nederlandstalige liedjes, die vertolkt worden door de cast. Deze zijn in het verhaal opgenomen en vertellen dan ook hun gevoelens. 
Er gingen 149.026 bezoekers naar de film.

## Verhaal
De film gaat over een vrouw, Maria Rossi, die samen met haar man een familierestaurant runt, genaamd De Zevende Hemel. Wanneer blijkt dat Maria ongeneeslijk ziek is, wil zij graag haar familie voor een laatste keer bij elkaar hebben tijdens een reisje naar Italië. Dit is echter niet zo gemakkelijk als het lijkt. Er staan een aantal familieruzies in de weg en dan is er ook nog het jubileum van het restaurant.

## Rolverdeling
- Huub Stapel als Max
- Henriëtte Tol als Maria
- Thomas Acda als Paul
- Tjitske Reidinga als Silke
- Halina Reijn als Eva
- Ruben van der Meer als Bart
- Jan Kooijman als Matthijs
- Noortje Herlaar als Julia
- Roel Dirven als Roel